# Muzeum Małej Ojczyzny w Studziwodach
Muzeum Małej Ojczyzny w Studziwodach (biał. Музей Малой Бацькаўшчыны ў Студзіводах) – prywatne muzeum-skansen o charakterze etnograficzno-historycznym założone w 1993 przez Doroteusza Fionika w Studziwodach, dzielnicy Bielska Podlaskiego. Stała ekspozycja jest prezentowana w pochodzącym z 1925 drewnianym domu białoruskiej rodziny Kondratiuków oraz w domu mieszczańskim z 1823, przeniesionym w 2003 z ulicy Poniatowskiego 14 w centrum Bielska Podlaskiego. W skład muzeum-skansenu wchodzi również spichlerz z 1935. 
Muzeum organizuje wystawy czasowe, warsztaty rękodzieła ludowego, tradycyjnego podlaskiego śpiewu i tańca, wydaje książki i od 1998 kwartalnik krajoznawczy Bielski Hostineć. Placówka jest również organizatorem corocznego festiwalu „Tam po majowoj rosi”. W domu mieszczańskim prezentowane są obiekty pochodzące z wykopaliska archeologicznego w jego pierwotnej lokalizacji. Przy Muzeum działa folklorystyczna grupa muzyczna „Żemerwa”, wykonująca tradycyjne pieśni ludowe oraz Stowarzyszenie „Muzeum Małej Ojczyzny w Studziwodach”.